# Németfalu
Németfalu is een plaats (község) en gemeente in het Hongaarse comitaat Zala. Németfalu telt 214 inwoners (2001).